# Bitis
Bitis Gray, 1842 è un genere di serpenti velenosi della famiglia Viperidae, diffusi in Africa e nella penisola araba.

## Tassonomia
Il genere comprende le seguenti specie:
- Bitis albanica Hewitt, 1937
- Bitis arietans (Merrem, 1820)
- Bitis armata (Smith, 1826)
- Bitis atropos (Linnaeus, 1758)
- Bitis caudalis (Smith, 1839)
- Bitis cornuta (Daudin, 1803)
- Bitis gabonica (Duméril, Bibron & Duméril, 1854)
- Bitis heraldica (Bocage, 1889)
- Bitis inornata (Smith, 1838)
- Bitis nasicornis (Shaw, 1802)
- Bitis parviocula Böhme, 1976
- Bitis peringueyi (Boulenger, 1888)
- Bitis rhinoceros (Schlegel, 1855)
- Bitis rubida Branch, 1997
- Bitis schneideri (Boettger, 1886)
- Bitis worthingtoni Parker, 1932
- Bitis xeropaga Haacke, 1975